# 米歇尔·勒泰利耶
巴伯济约侯爵、沙维尔、埃唐和维罗夫莱勋爵米歇尔·勒泰利耶（法語：Michel Le Tellier, marquis de Barbezieux, seigneur de Chaville et de Viroflay；1603年4月19日—1685年10月30日），是法兰西王国枢密院国防大臣、法国首席大法官。他的儿子盧福瓦侯爵继承了他战争大臣的职位。